# هاینزبرگ
شهر هاینزبرگدر ایالت نوردراین-وستفالن در کشور آلمان واقع شده‌است.